# Acrostatheusis reducta
Acrostatheusis reducta là một loài bướm đêm trong họ Geometridae.